# Antonio Graziani
Antonio Graziani (Camaiore, 15 agosto 1930 – Lido di Camaiore, 10 settembre 2007) è stato un politico italiano, esponente del Partito Popolare Italiano, senatore e già parlamentare europeo.
Senatore della Repubblica per due legislature dal 1987 al 1994 con la Democrazia Cristiana e Partito Popolare Italiano, è stato eletto deputato europeo alle elezioni del 1994, per le liste del PPI. È stato vicepresidente del gruppo parlamentare del Partito Popolare Europeo; membro della Commissione per gli affari esteri, la sicurezza e la politica di difesa, della Sottocommissione per la sicurezza e il disarmo, della Delegazione per le relazioni con i paesi membri dell'ASEAN, il Sud-est asiatico e la Repubblica di Corea e della Delegazione per le relazioni con l'Ucraina, la Bielorussia e la Moldavia.